# Prackenbach
Prackenbach är en kommun och ort i Landkreis Regen i Regierungsbezirk Niederbayern i förbundslandet Bayern i Tyskland.